# 山口成人
山口 成人（やまぐち しげと、1914年3月16日 - 1983年10月27日）は、日本の応用物理学者。

## 経歴
佐賀県に生まれる。1931年福岡県中学修猷館を経て、1939年東京帝国大学理学部化学科を卒業。
1943年12月東京帝国大学より理学博士の学位を受ける。論文の題は「電子回折による金属腐食の研究」。
理化学研究所に入所し、1953年化学研究所（1948年に理化学研究所が一時期改称）応用電子線研究室主任研究員となり、1969年科学技術庁無機材質研究所（現・物質・材料研究機構）所長に就任する。
1973年紫綬褒章を受章。